# 大山昌彦
大山 昌彦（おおやま まさひこ）は、日本の社会学者。東京工科大学准教授。専門は文化社会学、地域社会学。

## 経歴
慶應義塾大学文学部史学科卒業。金沢大学大学院教育学研究科修士課程修了（音楽教育専攻）、東京工業大学大学院社会理工学研究科価値システム専攻単位取得退学。
2000年東京工科大学メディア学部専任講師。2010年准教授。

## 主著

### 共著
- 『ポピュラー音楽へのまなざし―売る・読む・楽しむ』　勁草書房、2003年
- 『ポピュラー音楽とアカデミズム』　音楽之友社、2005年
- 『グローバリゼーションと文化変容―音楽、ファッション、労働からみる世界』　世界思想社、2007年
- 『常磐線中心主義 (ジョーバンセントリズム)』　河出書房新社、2015年
- 『ミュージックメディア』　コロナ社、2016年